# ستان بيت
ستان بيت (بالإنجليزية: Stan Pitt)‏ هو رسام كارتون أسترالي، ولد في 2 مارس 1925 في Rozelle ‏ في أستراليا، وتوفي في 2 أبريل 2002 في نيوساوث ويلز في أستراليا.